# Onychomyrmex mjobergi
Onychomyrmex mjobergi es una especie de hormiga del género Onychomyrmex, familia Formicidae. Fue descrita científicamente por Forel en 1915.
Se distribuye por Australia. Se ha encontrado a elevaciones de hasta 850 metros. Vive en microhábitats como rocas y piedras. También frecuenta bosques de eucaliptos.